# Аснар, Хосе Мария
Хосе́ Мари́я Асна́р Ло́пес (исп. José María Aznar López; род. 25 февраля 1953, Мадрид, Франкистская Испания) — испанский государственный и политический деятель, член партии Народный альянс, преобразованной позднее в Народную партию, депутат Конгресса депутатов Генеральных Кортесов (1982—1987; 1989—2004), депутат Кортесов Кастилии-Леона (1987—1989), президент Хунты Кастилии-Леона (1987—1989), лидер оппозиции (1989—1996), президент Народной партии (1990—1996), председатель Правительства (премьер-министр) Испании (1996—2004).
Премьерство Аснара, сопровождавшееся ограниченной приватизацией и дерегулированием в экономике, реформами налогообложения, Вооружённых сил и других сфер государства, и относительно стабильной внутренней и экономической ситуацией, было омрачено поддержкой Аснаром войны в Ираке и решением об участии в ней Испании. Это, как и теракты 11 марта 2004 года в Мадриде, поставило крест на Аснаре как на политике и привело к тому, что Народная партия проиграла парламентские выборы 14 марта 2004 года.

## Биография

### Ранние годы
Хосе Мария Аснар родился 25 февраля 1953 года в Мадриде. Отец, Мануэль Аснар Аседо (1916—2001) — армейский чиновник, журналист и радиоведущий. Дед по отцу, Мануэль Аснар Зубигараэ (1893—1975) — баскский националист, позднее ставший фалангистом и дипломатом, работавшим на правительство Франсиско Франко. И отец, и дед Хосе Мария Аснара были тесно связаны с франкистским режимом.

### Образование и молодость
Обучаясь в школе Эль Пилар в Мадриде, Хосе Мария Аснар увлёкся крылом фалангистов, оппозиционных режиму Франко, и агитировал в их пользу с конца 1960-х годов. В 1975 году окончил Мадридский университет Комплутенсе, с 1976 года — сотрудник органов финансовой инспекции.

### От члена Народного альянса до президента Народной партии и лидера оппозиции
В 1979 году Хосе Мария Аснар примкнул к Народному альянсу — умеренно-правой политической партии, созданной группой деятелей франкистского режима после восстановления в Испании демократии и многопартийности. По партийной иерархии Аснар продвигался быстро, по состоянию на февраль 1982 года он уже был помощником генерального секретаря Альянса. Осенью того же года Аснар впервые был избран в Конгресс депутатов Генеральных Кортесов. Первая его каденция в Конгрессе депутатов длилась до 1987 года. Избран он был от города Авила. В 1986 году перестал быть помощником генерального секретаря Альянса в свете смены генерального секретаря и крупных кадровых перестановок. В 1987 году Аснар был избран в Кортесы Кастилии-Леона и возглавил местное региональное отделение Народного альянса. В том же году он возглавил Хунту (правительство) Кастилии-Леона. В 1989 году Аснар был избран в Конгресс депутатов, на этот раз от Мадрида. Второе его пребывание в Конгрессе депутатов длилось до 2004 года. В ноябре 1989 года Аснар стал лидером оппозиции, а в апреле 1990-го — президентом Народной партии, в которую в 1989 году был реорганизован Народный альянс.

### Лидер оппозиции
Под руководством Хосе Мария Аснара Народная партия увеличила число мест в Генеральных Кортесах по итогам парламентских выборов 6 июня 1993 года. Однако Народная партия проиграла выборы. Годом позже Народная партия преуспела на европейских выборах. В 1995 году Народная партия преуспела на местных выборах в Испании. 19 апреля того же года на Хосе Мария Аснара было совершено покушение: его автомобиль был взорван. Ответственность за неудачное покушение взяла на себя ЭТА, баскская националистическая и террористическая организация. Внеочередные парламентские выборы 3 марта 1996 года были для Народной партии успешны, а Аснар как лидер партии стал председателем Правительства (премьер-министром) Испании, сменив социалиста Фелипе Гонсалеса Маркеса.

### Первый премьерский срок (1996—2000)
Возглавив испанское правительство в мае 1996 года, Хосе Мария Аснар ввёл в свой кабинет членов партии «Конвергенция и Союз» и региональных партий Страны Басков и Канарских островов. Аснар стал первым главой испанского правительства, родившимся после Второй мировой войны. Первый свой кабинет он сформировал в 43 года.
В 1997 году были приватизированы телекомпания Telefonica и нефтяная компания Repsol. Правительство Аснара стремилось к экономической стабилизации, «модернизации Испании», проведению налоговой реформы в пользу большого бизнеса и крупных компаний, сокращению госаппарата, борьбе с коррупцией и терроризмом в Стране Басков. Отчасти правительству Аснара удалось добиться поставленных целей: к 2000 году удалось несколько сократить безработицу, а показатели экономики конца 1990-х годов были по испанским меркам хорошими. Первый срок Аснара на посту главы правительства Испании был более-менее спокойным внутриполитически и экономически, хотя, например, проблема терроризма в Стране Басков осталась актуальной. 12 марта 2000 года в Испании прошли очередные парламентские выборы, и Народная партия выиграла их с большим отрывом от партии социалистов, чем в 1996 году. Аснар сохранил пост главы правительства. Парламентские выборы в Испании 2000 года, однако, имели низкую явку избирателей в 68,71 %, что несколько омрачило победу Народной партии.
Во внешней политике Хосе Мария Аснар при первом премьерском сроке поддерживал хорошие взаимоотношения с США, поддержал военную операцию «Союзная сила» (1999), стремился к выполнению обязательств Испании как члена ЕС и одним из первых европейских политиков выступил в поддержку действий России в свете Второй Чеченской войны.

### Второй премьерский срок (2000—2004)
31 декабря 2001 года в Испании был ликвидирован воинский призыв, а 1 января 2002 года страна начала использовать евро в качестве валюты.
В годы второго премьерского срока Хосе Мария Аснара экономика Испании начала стабильно расти, а проблема безработицы перестала быть острой. Во внешней политике Аснар в те годы проводил проамериканский курс, поддержав действия США в Афганистане и Ираке.
Более-менее спокойное премьерство Хосе Мария Аснара прекратилось в 2002 году, когда Испания поддержала усилия США в попытке добиться санкции ООН на вторжение в Ирак. Многие европейские союзники США были против всякого применения силы в отношении Ирака, в то время как Аснар стал ярым сторонником сторонником войны в Ираке, причём его не останавливал даже тот факт, что США вторглись в Ирак в обход ООН и без одобрительной резолюции. Сама идея участия в войне в Ираке была крайне непопулярна среди испанцев: согласно одному из опросов 2003 года, 91 % испанцев не одобрял само начало этой войны. Это, однако, не помешало Аснару активно поддерживать войну в Ираке и принять крайне непопулярное решение об отправке в Ирак испанских войск (11 июля 2003). Когда в начале 2004 года стало ясно, что вторжение США и их союзников в Ирак ничем не оправдано, популярность Аснара была подорвана настолько, что он отказался от руководства Народной партией, покинул Генеральные Кортесы и заявил, что оставит пост председателя Правительства Испании после очередных парламентских выборов.
Вопреки крайней непопулярности Хосе Мария Аснара из-за позиции по войне в Ираке до марта 2004 года считалось, что Народная партия всё-таки выиграет очередные парламентские выборы с Мариано Рахоем, новым лидером. Всё изменилось 11 марта 2004 года: в Мадриде произошло несколько терактов, Аснар поспешил обвинить в случившемся баскских террористов, хотя в итоге выяснилось, что теракты были делом рук исламских террористов. Парламентские выборы 14 марта 2004 года в итоге выиграли социалисты во главе с Хосе Луисом Сапатеро. 17 апреля того же года Хосе Мария Аснар официальные передал Сапатеро полномочия председателя Правительства Испании.

### После премьерства

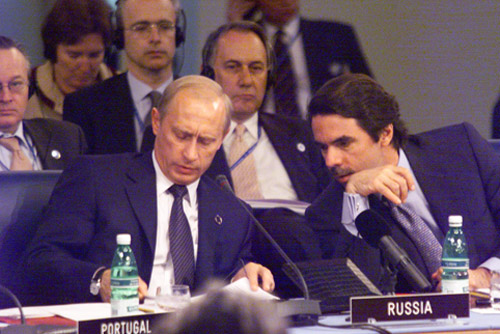
Владимир Путин и Хосе Аснар на саммите НАТО в Риме, 28 мая 2002 года

Уйдя из большой политики, Хосе Мария Аснар, однако, не оставил общественную деятельность и публичные выступления, нередко давал интервью. 5 ноября 2007 года вышла в свет книга Аснара Cartas a un joven español («Письма испанскому юноше»), в которой бывший премьер-министр высказывает свою точку зрения на такие явления, как свобода, патриотизм, семья, просвещение и т. д. Книга написана в эпистолярном жанре в форме переписки с вымышленным персонажем — юношей по имени Сантьяго. Одной из основных тем книги является мысль, что терроризм — это главная угроза для современной Испании. В 2008 году Аснар стал членом Европейского совета по толерантности и взаимоуважению, международной неправительственной организации, занимающейся мониторингом ситуации в сфере толерантности в Европе и разработкой рекомендаций и предложений по улучшению межкультурных отношений на континенте. 12 марта 2009 года во время презентации книги кубинского писателя-диссидента Аснар высказался за прекращение экономического эмбарго против Кубы. В июне 2010 года возглавил международную общественную организацию «Инициатива друзей Израиля» («Friends of Israel Initiative»), одной из задач которой является борьба с делегитимацией государства Израиль.

## Семья
Женат с 1977 года, имеет сыновей Хосе Мария и Алонсо, и дочь Анну. Супруга — Ана Ботелья, мэр Мадрида в 2011—2015 годах.

## Награды

### Испанские
- Кавалер Большого креста Королевского Достопочтенного Ордена Карлоса III.
- Кавалер Цепи Ордена Изабеллы Католической (19 апреля 2004).

### Иностранные
- Кавалер Большого креста Ордена Инфанта дона Энрике (Португалия; 23 августа 1996).
- Кавалер Большой звезды Почётного знака «За заслуги перед Австрийской Республикой» (Австрия).
- Кавалер Большого креста Ордена Заслуг перед Республикой Польша (Польша; 2003).
- Кавалер Орденской цепи Ордена Солнца Перу (Перу).
- Орден «Стара планина» с лентой (Болгария).
- Кавалер Цепи Ордена Освободителя Сан-Мартина (Аргентина).
- Кавалер Большого креста ордена Заслуг (Венгрия; 2014)[6].
- Орден Свободы (Косово).